# Grímsey (Húnaflói)
Grímsey is een klein eilandje in het noordwesten van IJsland. Het ligt vlak voor het gehucht Drangsnes voor de kust in de Húnaflói aan de monding van de Steingrímsfjörður en is het grootste eiland van het district Strandir.
Vroeger bevond zich een boerderij op het eilandje en in 1915 is er een vuurtoren geplaatst. Deze is tijdens de Tweede Wereldoorlog verwoest, waarna hij in 1949 herbouwd is. Tot halverwege het begin van de twintigste eeuw werden er op Grímsey poolvossen gefokt voor hun wintervacht. Op het eiland komen nu papegaaiduikers voor en het is mogelijk om vanaf Drangsnes met een bootje naar het eilandje te varen.
Aan de westkant van Grimsey is een verswaterbron die in de dertiende eeuw door de IJslandse bisschop Guðmundur hinn Goði werd gezegend.

## Naamgeving
Grímsey betekent Eiland van Grímur en is vernoemd naar een Noorse kolonist die zich ten tijde van de kolonisatie van IJsland op het eiland vestigde. Het verhaal gaat dat hij op een winterdag zijn zoon Þórir in een zeehondenhuid wikkelde en op zee mee uit vissen nam. Ze vingen een meerman die de toekomst kon voorspellen. De meerman vertelde niets over Grimurs toekomst, maar zei dat de zoon in de zeehondenhuid zich op IJsland zou vestigen waar de merrie van de familie met haar bepakking zou gaan liggen. Later die winter kwamen Grímur met zijn bemanning op zee om. Zijn vrouw en zoon trokken vervolgens ruim een jaar op IJsland rond alvorens de bepakte merrie aan de zuidkust van Snæfellsnes ging liggen. Þórir werd daar later een groot hoofdman.